# Valtierrilla
Valtierrilla är en ort i Mexiko.   Den ligger i kommunen Salamanca och delstaten Guanajuato, i den centrala delen av landet, 240 km nordväst om huvudstaden Mexico City. Valtierrilla ligger 1 719 meter över havet och antalet invånare är 11 970.
Terrängen runt Valtierrilla är huvudsakligen platt, men norrut är den kuperad. Runt Valtierrilla är det ganska tätbefolkat, med 149 invånare per kvadratkilometer. Närmaste större samhälle är Salamanca, 8,0 km nordväst om Valtierrilla. Trakten runt Valtierrilla består till största delen av jordbruksmark.